# Kaffebryggaren i Trojan Room

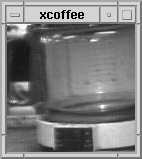
Kaffebryggaren som den visades i programmet XCoffee

Kaffebryggaren i Trojan Room gav upphov till världens första webbkamera. Kaffebryggaren stod i Trojan Room på University of Cambridge Computer Laboratory vid Universitetet i Cambridge i Cambridge och webbkameran användes för i realtid distribuera en lågupplöst (128 x 128 bildpunkter) gråskalebild av kaffebryggaren, vilket möjliggjorde för personer som arbetade i andra delar av byggnaden att se om det fanns kaffe i bryggaren utan att behöva gå dit.
Kameran installerades på ett lokalt nätverk 1991 och kopplades till en server som krävde en dedikerad bildvisningsklient, men när webbläsare under 1993 började få inbyggt stöd för bildvisning gjordes bedömningen att detta var ett enklare sätt att tillhandahålla bilderna. Bildströmmen lades ut på Internet den 22 november 1993 av Daniel Gordon och Martyn Johnson, och blev ett uppmärksammat inslag på den tidiga webben. Gordon har berättat att kaffebryggaren uppmärksammades så till den grad att turister som kom till Cambridge hade frågat efter bryggaren vid stadens turistinformationscenter.

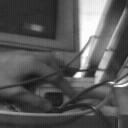
Den sista bilden webbkameran någonsin tog visar hur dess server stängs ner

Klockan 09:54 UTC den 22 augusti 2001 stängdes kameran slutligen av, och kaffebryggaren (en tysktillverkad Krups-modell, som då var den fjärde eller femte att passera revy framför kameran) eftersom laboratoriet skulle flytta till en ny byggnad. Kaffebryggaren auktionerades ut på eBay och såldes efter 71 bud för 3 350 pund till Der Spiegels webbavdelning Spiegel Online.